# Lutila
Lutila este o comună slovacă, aflată în districtul Žiar nad Hronom din regiunea Banská Bystrica. Localitatea se află la altitudinea de 294 m deasupra n.m., se întinde pe o suprafață de 25,98 km2 și în 2017 număra 1.341 de locuitori.

## Istoric
Localitatea Lutila este atestată documentar din 1491.

## Demografie
| An:                | 1994 | 2004    | 2014   | 2024   |
| ------------------ | ---- | ------- | ------ | ------ |
| Număr de persoane: | 1135 | 1332    | 1324   | 1382   |
| Diferență:         |      | +17,35% | −0,60% | +4,38% |

| An:                | 2023 | 2024   |
| ------------------ | ---- | ------ |
| Număr de persoane: | 1377 | 1382   |
| Diferență:         |      | +0,36% |